# 황혼의 애상
"황혼의 애상"은 1959년 공개된 대한민국의 영화이다.

## 배역
- 김동원
- 최은희
- 김지미
- 주증녀
- 엄앵란
- 도금봉
- 박암
- 김승호